# Stadtbad Bamberg
Das Stadtbad Bamberg befindet sich am östlichen Rand des ehemaligen Schlossparks von Schloss Geyerswörth rechtwinklig zur Lautenbachschen Badeanstalt Bamberg am Nonnengraben in der heutigen Geyerswörthstraße.

## Geschichte

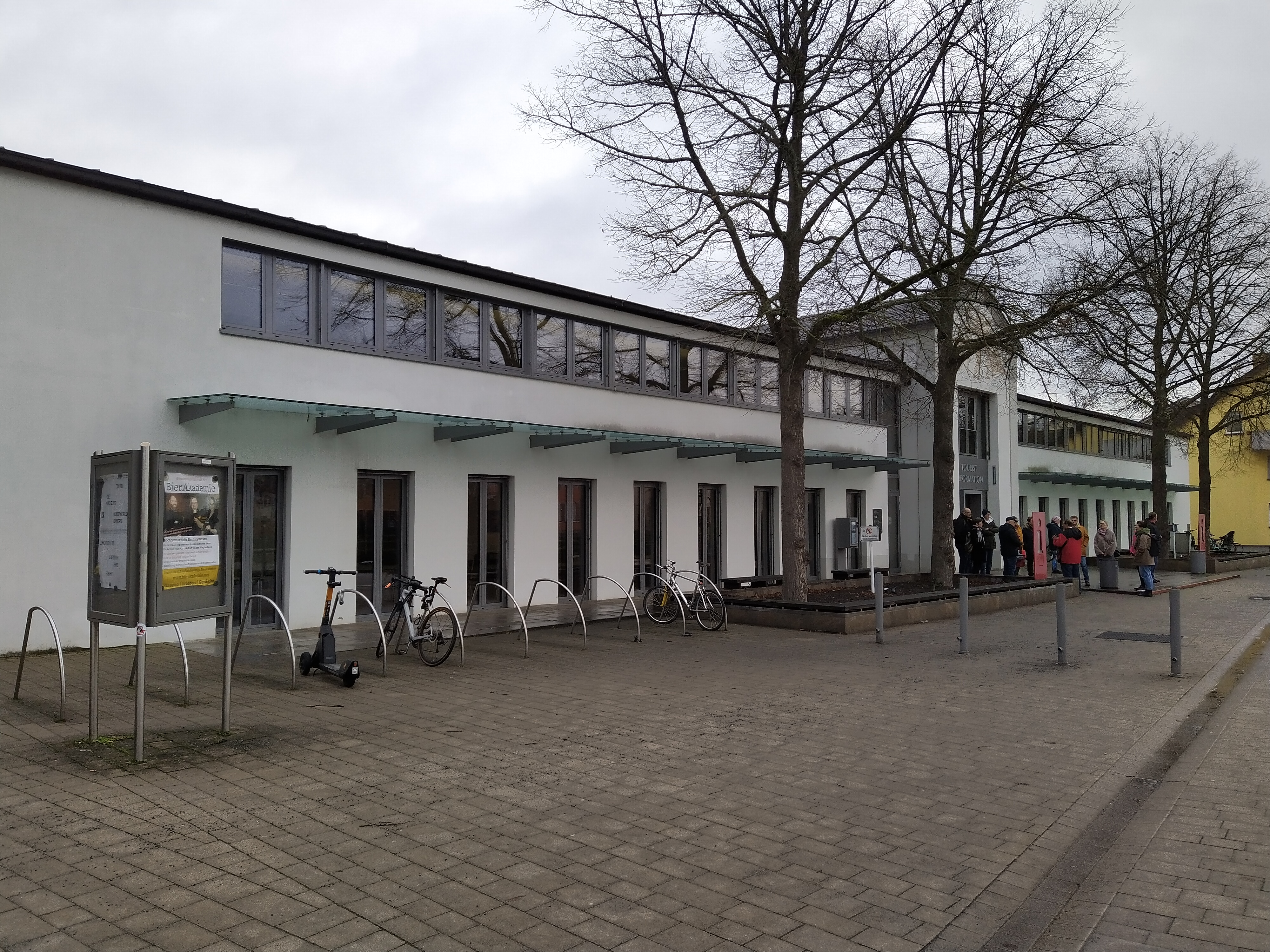
Heutiges Gebäude (2023)

Nach Auflassung der privaten Lauterbachschen Badeanstalt ließ die Stadtverwaltung in den Jahren 1890/1891 im Schlosspark Geyerswörth einen Neubau errichten, der über eine Eingangshalle und zehn Wannenbäder verfügte. Die beiden Badetrakte, getrennt für Männer und Frauen, sind getrennt durch einen zweigeschossigen Querbau, der die Eingangshalle aufnimmt. Dieser Zwerchbau erhielt im Giebel über den Eingang im Jahr 1931 durch den Maler Helldorf eine Wandmalerei mit zwei sitzenden Flötenspielern und drei tanzenden Grazien. Das Stadtbad, nunmehr auch mit Sauna und weiteren Gesundheitseinrichtungen ausgestattet, wurde im Jahr 2001 aufgegeben.
In den Jahren 2008 bis 2010 wurde das ehemalige Bamberger Stadtbad zur Bamberger Tourist-Information umgebaut. Dabei wurden beide Badetrakte vollständig abgerissen und durch Neubauten ersetzt. Von der ursprünglichen Bausubstanz des Stadtbades blieben lediglich die Außenwände des nun als Eingangsbereich der Tourist-Information genutzten Querbaus erhalten. An die frühere Funktion des Baues erinnert die Anfang 2010 wiederhergestellte Wandmalerei Helldorfs.